# Binară spectroscopică

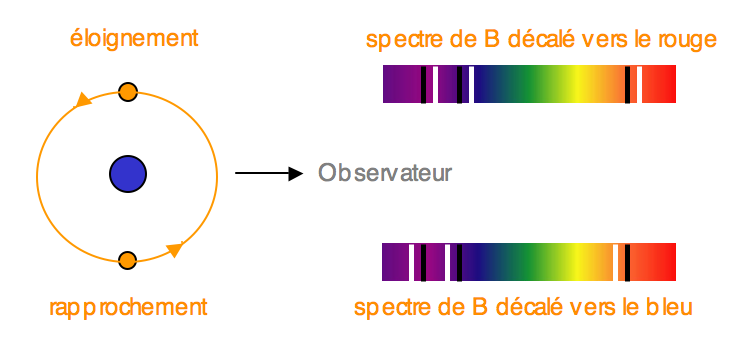
Mişcarea unei binare spectroscopice.

Un sistem binar spectroscopic este o pereche de obiecte a căror mișcare orbitală este pusă în evidență prin variația vitezei radiale a uneia sau a celor două componente ale sistemului. Această viteză este măsurată cu ajutorul unui spectrograf, observând deplasarea prin efectul Doppler-Fizeau al liniilor spectrale ale stelei, datorată vitezei sale orbitale de-a lungul liniei vizate.
Istoric, această metodă a servit, și continuă și astăzi să servească, la detectarea unor numeroase stele binare, dar a condus, începând cu anii 1990, și la detectarea unor numeroase exoplanete.

## Clasificare
Analiza spectrului distinge mai multe cazuri de binare:
- binare cu un singur spectru, numite BS1 (SB1 în engleză), când doar mișcarea liniilor obiectului celui mai strălucitor poate fi măsurată. Este îndeosebi cazul stelelor gazde de planete extrasolare.
- binarele cu două spectre, numite BS2, când este văzută mișcarea liniilor celor două componente.
- BS3, mai rară, pentru un sistem triplu.
- binarele cu spectru dublu (în engleză: „spectrum binary”). Aici spectrul conține informațiile spectrale a două stele, dar mișcarea orbitală nu este stabilită. Poate să fie vorba și de două obiecte care, prin coincidență, se află pe aceeași linie de vizare, tot așa cum o stea dublă observată poate fi fie o binară vizuală cu lungă perioadă, fie o dublă optică.